# 鄭國津
鄭國津（1910年—？），臺灣鹽分地帶作家，佳里人，與吳新榮、郭水潭、林芳年等人相善，是佳里青風會、台灣文藝聯盟佳里支部的成員。

## 生平
1910年（明治四十三年）生，日治時期高等科畢業，對任台北州肥料試驗所產業技手，「台灣文藝聯盟佳里支部」同人。《光復前台灣文學全集十一》收有其新詩〈不安的星座〉，原載於1935年8月《台灣新聞》文藝欄「台灣文藝聯盟佳里支部作品集」。。除了「台灣文藝聯盟佳里支部」，鄭國津其實也是「台灣文藝聯盟佳里支部」前身--「佳里青風會」的成員，該會成員有吳新榮、郭水潭、鄭國津、徐清吉、陳培初、黃清澤、黃作仁、陳其和、葉向榮、陳長發、陳清汗、陳天扶這十二人。不僅有年輕人的熱情和農民的樸實堅毅，而且富有反功利的思想和進取性的行動，這些共同的性格，形成鹽分地帶社團的特色。主事者吳新榮則平時開放自宅供知識青年閱讀、討論、活動。關於該會成員，還有另一種說法，那就是該會成員有十五人，有：王登山、陳培初、鄭國津、葉向榮、黃清澤、林精鏐、莊培初、黃炭、曾對、黃平堅、郭維鐘、陳挑琴。然而，在文學創作方面，鄭國津本身並沒有特出的成就，支部解散以後，鄭國津的動向就罕有人討論、記錄，因此相關的文字紀錄目前(2011/09/05)極少。